# Together When...
《Together When...》（何日君再來...）是日本歌手濱崎步第1張數位單曲，2007年11月下旬發行鈴聲的下載，2007年12月5日正式於日本開始全曲線上下載。
這是她下載量最高的一張單曲，線上下載量總共到達了三百萬。

## 說明
本作作為專輯《GUILTY》的先行單曲，手機平台的付費下載於2007年12月12日開始，電腦平台的付費下載則在年12月19日開始。
推出後隨即登上各網路供應商下載排行榜的冠軍，如recochoku、mu-mo、iTunes Store、USEN等。根據recochoku數據，本作下載次數，連同手機鈴聲及全曲的下載次數超過三百三十萬次。
編曲者CMJK在完成曲目後自信的表示，《Together When...》絕對是今年第一的抒情大作。
濱崎步於當年12月31日的「NHK紅白歌合戰」登場演唱《Together When...》。

## 收錄歌曲

### 音樂
1. Together When... "Original mix"
作曲：多胡邦夫／編曲：CMJK
「music.jp」電視廣告歌曲
2. Together When... "Original mix -Instrumental-"

### 音樂錄影帶
1. Together When... (video clip)